# Frej Liewendahl
Frey Fritiof (Frej) Liewendahl (Jomala, 22 oktober 1902 – aldaar, 31 januari 1966), was een Finse atleet.

## Biografie
Liewendahl nam eenmaal deel aan de Olympische Zomerspelen en won met het 3.000 m team de gouden medaille, op de 1500 meter eindigde hij als achtste

## Persoonlijke records
| Onderdeel | Prestatie | Jaar |
| --------- | --------- | ---- |
| 1500 m    | 4.00,3    | 1924 |
| 3000 m    | 8.56,9    | 1924 |

## Palmares

### 1.500 m
- 1920: 8e OS - 4.00,3

### 3.000 m team
- 1920:  OS - 8 punten

1912: Tell Berna, George Bonhag, Abel Kiviat, Louis Scott, Norman Taber ·
1920: Horace Brown, Michael Devaney, Ivan Dresser, Arlie Schardt, Lawrence Shields ·
1924: Elias Katz, Frej Liewendahl, Paavo Nurmi, Ville Ritola, Eino Seppälä, Sameli Tala